# Saint-Aubin-le-Cauf
Saint-Aubin-le-Cauf é uma comuna francesa na região administrativa da Normandia, no departamento de Sena Marítimo. Estende-se por uma área de 10,09 km². Em 2010 a comuna tinha 868 habitantes (densidade: 86 hab./km²).